# Euteratocephalus
Euteratocephalus är ett släkte av rundmaskar. Enligt Catalogue of Life ingår Euteratocephalus i familjen Teratocephalidae, men enligt Dyntaxa är tillhörigheten istället familjen Metateratocephalidae.
Kladogram enligt Catalogue of Life och Dyntaxa:
| Euteratocephalus | \| \| Euteratocephalus crassidens \| \| \| \| \| \| Euteratocephalus demani \| \| \| \| \| \| Euteratocephalus palustris \| \| \| \| |
|                  | \| \| Euteratocephalus crassidens \| \| \| \| \| \| Euteratocephalus demani \| \| \| \| \| \| Euteratocephalus palustris \| \| \| \| |
|                  | Teratocephalus |
|                  | |
|                  | Euteratocephalus crassidens |
|                  | |
|                  | Euteratocephalus demani |
|                  | |
|                  | Euteratocephalus palustris |
|                  | |

|  | Euteratocephalus crassidens |
|  |                             |
|  | Euteratocephalus demani     |
|  |                             |
|  | Euteratocephalus palustris  |
|  |                             |